# ソチ浜田
ソチ浜田（ソチはまだ、1970年5月1日 - ）は、メキシコの元女子プロレスラー。本名：ソーチル・グアダルーペ・ハマダ・ビシャレアル（Xóchitl Guadalupe Hamada Villarreal）。タマウリパス州ヌエボラレド出身。父はグラン浜田。浜田文子は妹。現在の夫はペンタゴン・ブラック。

## 人物
母国でブルー・パンテルのトレーニングを受けた後、16歳でジャパン女子プロレスに留学生として来日。1986年9月5日、後楽園ホールでのジャッキー佐藤戦でデビュー。
1987年、ミスAと組んで復活した太平洋岸タッグ王座を獲得。
一度帰国してEMLLマットに上がり、1990年に再来日してユニバーサル・プロレスリング旗揚げに参加。
1993年3月23日、アレナ・メヒコでブル中野を降し第2代CMLL世界女子王座を奪取。
1999年2月19日、初代AAAレイナ・デ・レイナス王座を獲得。
その頃、シルバー・キングと結婚。1児を儲けるが離婚。その後フランキーと再婚も、やはり離婚。そしてペンタゴン・ブラックと3度目の結婚。
一方、日本ではみちのくプロレスやJd'のマットで戦うが、2000年に妹・文子が所属するアルシオンに参戦。引退試合の相手を文子が買い、保持していたクイーン・オブ・アルシオンをかけて行われた。試合は敗戦。
引退後は帰国して家庭に入っていたが、2005年より夫ペンタゴンとのタッグで復帰。現在はテキサス州に住み、不定期で試合に出場している。
2008年、文子のデビュー10周年記念大会で久々の来日を果たす。

## タイトル歴
- AAAレイナ・デ・レイナス王座
- CMLL世界女子王座
- 太平洋岸タッグ王座（パートナーはミスA）
- NWE世界女子王座

## 得意技
- ダイビングレッグドロップ
- パワーボム